# Paredes de Coura
Paredes de Coura és un municipi portuguès, situat al districte de Viana do Castelo, a la regió del Nord i a la subregió de Minho-Lima. L'any 2004 tenia 9.409 habitants. Es divideix en 21 freguesies. Limita al nord amb Valença i Monção, a l'est amb Arcos de Valdevez, al sud amb Ponte de Lima i a l'oest amb Vila Nova de Cerveira.

## Població
| Població del concelho de Paredes de Coura (1801 – 2004) | Població del concelho de Paredes de Coura (1801 – 2004) | Població del concelho de Paredes de Coura (1801 – 2004) | Població del concelho de Paredes de Coura (1801 – 2004) | Població del concelho de Paredes de Coura (1801 – 2004) | Població del concelho de Paredes de Coura (1801 – 2004) | Població del concelho de Paredes de Coura (1801 – 2004) | Població del concelho de Paredes de Coura (1801 – 2004) | Població del concelho de Paredes de Coura (1801 – 2004) |
| ------------------------------------------------------- | ------------------------------------------------------- | ------------------------------------------------------- | ------------------------------------------------------- | ------------------------------------------------------- | ------------------------------------------------------- | ------------------------------------------------------- | ------------------------------------------------------- | ------------------------------------------------------- |
| 1801                                                    | 1849                                                    | 1900                                                    | 1930                                                    | 1960                                                    | 1981                                                    | 1991                                                    | 2001                                                    | 2004                                                    |
| 8963                                                    | 10618                                                   | 13091                                                   | 14412                                                   | 14886                                                   | 11311                                                   | 10442                                                   | 9571                                                    | 9409                                                    |

## Freguesies
- Agualonga
- Bico
- Castanheira
- Cossourado
- Coura
- Cristelo
- Cunha
- Ferreira
- Formariz
- Infesta
- Insalde
- Linhares
- Mozelos
- Padornelo
- Parada
- Paredes de Coura
- Porreiras
- Resende
- Romarigães
- Rubiães
- Vascões